# Fairfield (Illinois)
Fairfield é uma cidade localizada no estado americano de Illinois, no Condado de Wayne.

## Demografia
Segundo o censo americano de 2000, a sua população era de 5421 habitantes.
Em 2006, foi estimada uma população de 5170, um decréscimo de 251 (-4.6%).

## Geografia
De acordo com o United States Census Bureau tem uma área de
9,5 km², dos quais 9,4 km² cobertos por terra e 0,1 km² cobertos por água. Fairfield localiza-se a aproximadamente 137 m acima do nível do mar.

## Localidades na vizinhança
O diagrama seguinte representa as localidades num raio de 20 km ao redor de Fairfield.